# جيمس غودفلوو
جيمس جودفيلو (وُلد عام 1937) هو مخترع اسكتلندي. حصل في عام 1966 على براءة اختراع لتقنية رقم التعريف الشخصي (PIN) وماكينة الصرف الآلي. يُعتبر عمومًا مخترع ماكينة الصرف الآلي الحديثة.
كان مهندس تطوير، تسلم في عام 1965 مشروع تطوير آلة صراف آلي. حيث تمكن من تطوير نظام يقرا البطاقات المشفرة، مع لوحة مفاتيح عددية لإدخال رقم التعريف الشخصي (PIN).
وعلى الرغم من حصوله في عام 2006 وخلال عيد ميلاد الملكة على وسام الإمبراطورية البريطانية مع مرتبة الشرف تقديرا لاختراعه رقم التعريف الشخصي، الا أن غودفلوو أعرب عن امتعاضه وأسفه لعدم الاعتراف والتعويض عن اختراعه، والذي يستخدم في كل مكان اليوم.

## وصلات خارجية
- James Goodfellow, entry at the معجم لاسكتلندا  [لغات أخرى]‏
- "Who invented the ATM machine? - The James Goodfellow Story", at atmmachine.com